# Liste von Karstquellen in Frankreich

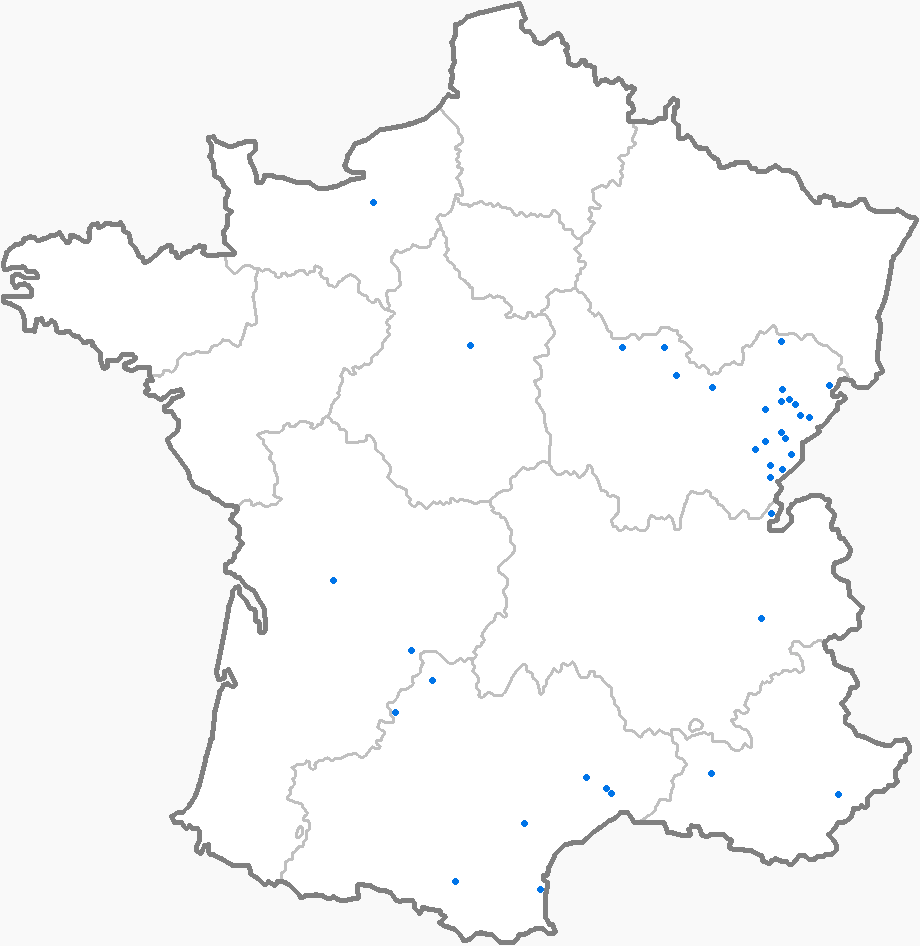
Karstquellen in Frankreich

Dies ist eine Liste von Karstquellen in Frankreich. Sie enthält eine Auswahl von Karstquellen, die in Frankreich liegen.

## Liste von Karstquellen

### Hinweise
- Die Schüttungswerte können abweichen, wenn der Herausgeber der Daten lediglich den Durchschnittswert von MNQ und MHQ errechnete. Die mittlere Schüttung liegt deutlich darunter. Falsche Zahlen können auch durch Angeben des MHQ als MQ entstehen.
- Eine umfangreiche Liste von Karstquellen außerhalb Frankreichs ist in der Liste von Karstquellen aufgeführt.

### Die Liste
| Bild | Name                         | Mittlere Schüttung (l/s) | Ort                        | Region (Département)                                     | Flusssystem | Lage |
| ---- | ---------------------------- | ------------------------ | -------------------------- | -------------------------------------------------------- | ----------- | ---- |
|      | Source de l’Ain              |                          | Conte                      | Bourgogne-Franche-Comté (Département Jura)               | Rhone       | ⊙    |
|      | Source de l’Allondon         |                          | Échenevex                  | Auvergne-Rhône-Alpes (Département Ain)                   | Rhone       | ⊙    |
|      | Sources d’Arcier             |                          | Vaire-Arcier               | Bourgogne-Franche-Comté (Département Doubs)              | Rhone       | ⊙    |
|      | Source de la Beune           |                          | Rougemontot                | Bourgogne-Franche-Comté (Département Doubs)              | Rhone       | ⊙    |
|      | Source de la Bèze            | 3810                     | Bèze                       | Bourgogne-Franche-Comté (Département Côte-d’Or)          | Rhone       | ⊙    |
|      | Source Bleue (Cusance)       |                          | Cusance                    | Bourgogne-Franche-Comté (Département Doubs)              | Rhone       | ⊙    |
|      | Source Bleue (Malbuisson)    |                          | Malbuisson                 | Bourgogne-Franche-Comté (Département Doubs)              | Rhone       | ⊙    |
|      | Source Bleue (Ougney-Douvot) |                          | Ougney-Douvot              | Bourgogne-Franche-Comté (Département Doubs)              | Rhone       | ⊙    |
|      | Source Bleue (Touzac)        |                          | Touzac                     | Okzitanien (Département Lot)                             | Garonne     | ⊙    |
|      | Le Bouillon                  | 1300                     | Orléans                    | Centre-Val de Loire (Département Loiret)                 | Loire       | ⊙    |
|      | Source de Cabouy             |                          | Calès                      | Okzitanien (Département Lot)                             | Dordogne    | ⊙    |
|      | Source de la Calonne         |                          | Fontaine-la-Louvet         | Normandie (Département Eure)                             | Touques     | ⊙    |
|      | Source de la Coquille        |                          | Étalante                   | Bourgogne-Franche-Comté (Département Côte-d’Or)          | Seine       | ⊙    |
|      | Source de la Cuisance        |                          | Les Planches-près-Arbois   | Bourgogne-Franche-Comté (Département Jura)               | Rhone       | ⊙    |
|      | Source du Dard               |                          | Baume-les-Messieurs        | Bourgogne-Franche-Comté (Département Doubs)              | Rhone       | ⊙    |
|      | Source du Dessoubre          |                          | Consolation-Maisonnettes   | Bourgogne-Franche-Comté (Département Doubs)              | Rhone       | ⊙    |
|      | Source du Doubs              | 1740                     | Mouthe                     | Bourgogne-Franche-Comté (Département Doubs)              | Rhone       | ⊙    |
|      | Source de la Doue            |                          | Abbévillers                | Bourgogne-Franche-Comté (Département Doubs)              | Rhone       | ⊙    |
|      | Source de la Douix           | 600                      | Châtillon-sur-Seine        | Bourgogne-Franche-Comté (Département Côte-d’Or)          | Seine       | ⊙    |
|      | Doux de Coly                 | 400                      | La Cassagne                | Nouvelle-Aquitaine (Département Dordogne)                | Dordogne    | ⊙    |
|      | Fontaine de Fontestorbes     | 2090                     | Bélesta                    | Okzitanien (Département Ariège)                          | Garonne     | ⊙    |
|      | Font Estramar                | 2110                     | Salses-le-Château          | Okzitanien (Département Pyrénées-Orientales)             | -           | ⊙    |
|      | Fosse Dionne                 | 311                      | Tonnerre                   | Bourgogne-Franche-Comté (Département Yonne)              | Seine       | ⊙    |
|      | Exsurgence de la Foux        |                          | Saint-Cézaire-sur-Siagne   | Provence-Alpes-Côte d’Azur (Département Alpes-Maritimes) | Siagne      | ⊙    |
|      | Source du Guiers             |                          | Saint-Pierre-de-Chartreuse | Auvergne-Rhône-Alpes (Département Isère)                 | Rhone       | ⊙    |
|      | Source du Jaur               |                          | Saint-Pons-de-Thomières    | Okzitanien (Département Hérault)                         | Orb         | ⊙    |
|      | Source du Lançot             |                          | Consolation-Maisonnettes   | Bourgogne-Franche-Comté (Département Doubs)              | Rhone       | ⊙    |
|      | Source du Lez                | 1040                     | Les Matelles               | Okzitanien (Département Hérault)                         | Lez         | ⊙    |
|      | Source du Lirou              |                          | Les Matelles               | Okzitanien (Département Hérault)                         | Lez         | ⊙    |
|      | Source du Lison              | 5350                     | Nans-sous-Sainte-Anne      | Bourgogne-Franche-Comté (Département Doubs)              | Rhone       | ⊙    |
|      | Source de la Loue            | 6890                     | Ouhans                     | Bourgogne-Franche-Comté (Département Doubs)              | Rhone       | ⊙    |
|      | Source Noire                 |                          | Cusance                    | Bourgogne-Franche-Comté (Département Doubs)              | Rhone       | ⊙    |
|      | Source du Planey             |                          | Anjeux                     | Bourgogne-Franche-Comté (Département Haute-Saône)        | Rhone       | ⊙    |
|      | Source du Pontet             |                          | Mouthier-Haute-Pierre      | Bourgogne-Franche-Comté (Département Doubs)              | Rhone       | ⊙    |
|      | Source de la Reverotte       |                          | Loray                      | Bourgogne-Franche-Comté (Département Doubs)              | Rhone       | ⊙    |
|      | Source de Fontaine-Ronde     |                          | Touillon-et-Loutelet       | Bourgogne-Franche-Comté (Département Doubs)              | Rhone       | ⊙    |
|      | Source de Saint-Sauveur      |                          | Rocamadour                 | Okzitanien (Département Lot)                             | Dordogne    | ⊙    |
|      | Source de la Saine           |                          | Foncine-le-Haut            | Bourgogne-Franche-Comté (Département Jura)               | Rhone       | ⊙    |
|      | Source du Sesserant          |                          | Silley-Bléfond             | Bourgogne-Franche-Comté (Département Doubs)              | Rhone       | ⊙    |
|      | Source de la Sorgue          | 21.800                   | Fontaine-de-Vaucluse       | Provence-Alpes-Côte d’Azur (Département Vaucluse)        | Rhone       | ⊙    |
|      | Sources de la Touvre         | 13.070                   | Magnac-sur-Touvre          | Nouvelle-Aquitaine (Département Charente)                | Charente    | ⊙    |
|      | Résurgence de la Vis         | 5260                     | Vissec                     | Okzitanien (Département Gard)                            | Hérault     | ⊙    |